# 浜野増次郎
浜野 増次郎（濱野 増次郎、はまの ますじろう、1892年（明治25年）2月18日 - 1966年（昭和41年）3月19日）は日本の経営者。北海道でリゾートホテルグループを経営する株式会社萬世閣・ホテル万世閣の創業者。

## 経歴

### 幼少期から青年期
北海道余市郡仁木村（現・仁木町）に、父・岩吉、母・ナミの四男として生まれる。実家は農業を営んでおり、父は2歳の時に病死。兄、母と共に、18歳まで仁木村で生活した。18歳の時「父の残した農地だけではこの先、暮らしていけない」と考え、当時57歳の母ナミと14歳の弟常七を連れ、住み慣れた故郷での暮らしに見切りをつけて札幌で暮らしていくことを決意した。
札幌では、一郵便局員から逓信大臣に登りつめた後藤新平に憧れて郵便局員となった。しかし、郵便局での仕事は単調で、期待するほど大きなチャンスに恵まれず、ごく平凡な毎日の連続であった。元々、郵便局員になる事が目的ではなかったため、1916年（大正5年）、24歳で退職した。

### 北見での雑穀商から札幌での薪炭商
実業家として生きていくことを決意した増次郎は、まず、長兄の転居先である野付牛町（現・北見市）でリンゴの苗木の販売を手掛けた（これは、北見地方におけるリンゴ作りの先駆けになったと言われている）。北見に落ち着いた増次郎は、仁木村の知り合いから雑貨類を送ってもらって雑貨店を開き、さらに、当時北見地方で盛んであった雑穀取引に目を付け雑穀の買い付けを始めた。当初は増次郎の思惑通り利益を上げることができたが、資本力のある大手商社が進出してくるようになると地元業者は大打撃を受け、増次郎も野付牛での事業をあきらめて1919年（大正8年）に札幌へと戻った。
この間に増次郎は結婚し、1919年（大正8年）に長男が、翌1920年（大正9年）には次男が生まれている。
札幌に戻り再び郵便局員に就職した増次郎は、郵便車で各地の情報に接するうちに生産地と消費地での木炭価格の開きに目を付けた。たまたま知り合った沼ノ端の炭焼き山の経営者（山元）の勧めもあって、札幌で安価な木炭の販売に乗り出した。
その頃開道五十年記念北海道博覧会を控えていた札幌では、それを当て込んだ店舗の開業が激増しており、増次郎は手頃な店舗を見つけることができなかった。やむを得ず台車で送ってきた木炭をそのまま台車で売る「無店舗販売」とし、利益を少なくし回転を早める「薄利多売」で顧客を広げていった。売り上げもすぐに山元へ送金し、さらに米や味噌、醤油、砂糖等食料品などの必需品を山元に送って信頼関係を築いていった。
こうして数年のうちに薪炭商として頭角を現していったが、木炭の仕入れを一手に引き受けてきた山元の山は次第に刈り尽くされ、需要に応えるだけの生産ができなくなりつつあった。そうした頃、帯広市に設立された製糖会社がビートの作付けを大々的に奨励し、地元の農家は山林を刈り払って作付けを増やすことになったという情報を掴んだ。刈り払われる予定の山林には、木炭の原料となるナラが豊富にある。増次郎は、これを買い取って山元に送って木炭を生産しようと考え、早速現地に向かって、あるだけの持ち金をはたいてナラを買い占めた。しかし切り倒してみるとほとんどの木は芯腐れで幹はウロ、使い物にならない代物であった。しかも、ナラの腐った部分が雨水を吸い込んで重くなり、運搬費も割高となった。ナラ材を大量に仕込んで山元を援助し、自らの起死回生を図ろうとしたこの対策は失敗に終わった。1926年（大正15年）に薪炭店を手放し、これまで数年かけて築いてきた事業の成果を全て失うこととなった。
この間の1924年（大正14年）には母も亡くしている。

### 定山渓での旅館支配人、精肉店経営
薪炭店を手放した増次郎は定山渓温泉の「鹿の湯クラブ（現・ホテル鹿の湯）」に支配人として就職した。当時の「鹿の湯クラブ」の経営はかなり思わしくなく、支配人としての増次郎の仕事は、売却に向けての整理事務であった。1年後には新しい経営者に売り渡されることが決まり1927年（昭和2年）の経営引継と同時に退職したが、増次郎にとって、この経験は後に観光旅館を経営する上で大きなプラスとなった。
1928年（昭和3年）、たまたま旅館に出入りしていた肉屋の口利きがあり定山渓下町の月見橋の傍らで精肉業「浜野商店」を開業した。増次郎を中心に、近所の人たちも目を見張るほど、家族一丸でよく働き、たちまち以前からあったもう1軒の肉屋を凌ぐほどに繁盛した。

### 定山渓での旅館経営
1930年（昭和5年）、精肉店での蓄えを元手に「料亭 福住」（現在は定山渓グランドホテル）を開業した。
当時の定山渓は、1918年（大正7年）に定山渓鉄道線が開通したことで行楽地としての魅力が高まり、急速に温泉街が形成されつつあった。1923年（大正13年）には小樽新聞が企画した「北海道三景」に「利尻富士」・「洞爺湖」とともに選ばれて知名度が高まり、1929年（昭和4年）の定山渓鉄道の電化によって定山渓を訪れる観光客は飛躍的に増加していた。また、この頃から自動車道路の整備も進み、1932年（昭和7年）には札幌駅-定山渓のバス運行も開始された。さらに1938年（昭和13年）頃には木材の伐り出しも盛んになってますます活気づくこととなる。
こうした状況の中、増次郎は「福住」を軸に事業を拡大。定山渓の6つの大手旅館の一つ「定山園」を共同経営したほか1軒の旅館を経営し、さらに「定山渓養狐場」、満州東安省虎林に福住の支店を設けていった。
しかし第2次世界大戦戦争が激しくなると、多くの他の料亭と同じく「福住」も「富久井」と改称して旅館専業となった。1943年（昭和18年）には海軍に接収されて海軍軍属の保養寮となり、終戦を迎えた時には建物も傷み、昔の面影がなくなるほど荒廃してしまったという。

### 洞爺湖温泉への進出
歴史のある定山渓温泉には有力旅館がひしめき、土地や建物が狭く温泉の権利も持たない「福住」が対抗していくには条件が悪すぎた。何らかの手を打たなければと思っていた矢先に、洞爺湖温泉にある旅館「万世館」売却の話が舞い込んだ。
洞爺湖温泉は歴史も浅く、その中で「万世館」は屈指の規模を誇っていた。そして、正面に中島、遠くに羊蹄山を望み、湖岸からの眺めでは「最も美しい」と言われる絶好の位置にあった。
札幌での薪炭商の失敗から完全には立ち直れないでいた増次郎には、当時の金額で5-6万円という買収資金は大きかった。しかし何としても「万世館」を手に入れたかった増次郎は、それまでに培ってきた人脈に協力を仰いだ。1941年（昭和16年）5月、何とか買収にこぎつけ、同年6月に「万世閣」としてオープンさせた。
万世閣は、本館に客室が20室程と大浴場・小宴会場、離れに客室が5室と大広間があり、従業員は全部で17人前後であった。規模・立地こそ立派であったが、内部は老朽化が進んでいた。特に雨漏りがひどく、雨が降ると廊下を傘をさして歩くほどであったという。また、戦争が激しくなるにつれて国民は耐乏生活を強いられて観光どころではなくなり、客足は遠のく一方であった。老朽化した万世閣の修復になけなしの資金を投じてきた増次郎にとって影響は深刻であった。

### 昭和新山の出現
そんな1943年（昭和18年）12月28日の19時頃、増次郎が万世閣を引き継いでから毎年行っていた従業員・関係者らを招いて1年間の労をねぎらう年越しの宴会の最中、突然、建物が崩れてしまいそうな激しい大地震が襲ってきた。そして、その日から大晦日の31日まで、1日200回以上にわたって揺れ続けた。地震は、後に昭和新山が姿を現すフカバ・柳原地区より洞爺湖温泉街の方が強烈であった。住民たちは親類を頼って避難をはじめ、旅館経営者の多くも家財とともに安全な場所に避難していった。増次郎は、この時、適当な避難場所もなかったため度胸を決めて居座っていた。
昭和新山の出現、洞爺湖での大渦巻きの発生などの騒ぎが続く中、伊達警察署をはじめ、軍の憲兵隊や関係官庁の役人たちが詰め掛けた。増次郎らが残っていたのを幸いに万世閣はさながら対策本部に早変わりし、旅館は大変な忙しさとなった。正月客のために苦心して仕入れた食料品や飲み物、家族、および従業員のためのものまで、彼らにたちまち食べ尽くされてしまったという。
噴火活動は1945年（昭和20年）秋口になってようやく停止したが、同年4月には当時の温泉街の70％を焼失する大火に見舞われるなど悲運の連続だった。しかし、こうした惨憺たる状況下で、増次郎は1944年（昭和19年）9月30日に資本金10万円で株式会社萬世閣を設立して個人経営から法人化。増次郎の旅館経営にかける熱意は揺らぐことはなかった。

### 事業の拡大、観光地としての様々な運動
法人化してからも旅館経営の事業拡大、そして洞爺湖温泉の観光地としての発展へ向ける情熱に益々、心身を注いだ。
1946年(昭和21年)北海道観光連盟の第一回総会が札幌で開催され洞爺湖温泉旅館組合長としてこの席に出席。この総会で翌年の第二回総会を洞爺湖温泉で引き受けるよう話が持ち込まれた。定山渓、登別温泉、阿寒などの先進観光地から見ると、比較的歴史の浅い洞爺湖温泉には知名度を上げるには確かに大きなチャンスであった。
しかしさすがの増次郎もこの提案には、即答できなかった。これだけの大きな行事を引き受けるには相当な覚悟や準備が必要だった為、再三に渡り、辞退を申し入れたが度重なる説得に「洞爺湖温泉の発展」の為にと思い切って引き受ける事になった。「とにかく全町内で一丸となって引き受けるしかない。」そのまとめ役となり増次郎は奔走した。会場には「手入れが行き届き、設備が最も整っている」という理由から萬世閣が選ばれた。
そして総会の日、陸運局や交通公社の応援もあり無事、この大役を果たすことが出来た。地元業者はもちろんの事、旅館組合長、また初代洞爺湖温泉協会長としての重責を担っていた増次郎は胸を撫で下ろす思いだった。
またこの総会が洞爺湖で行われた事により道内はもちろん、本州からも大きな注目を集める結果となり増次郎、そして力を合わせた地元業者に自信を与え、復興への意欲を喚起する明るい材料となった。

### 支笏洞爺国立公園の指定運動
洞爺湖温泉観光協会長としての任期中に1931年(昭和6年)に制定された「国立公園法」により全国に12ヶ所の国立公園が誕生していたが、戦時色が深まる中、1936年(昭和11年)を最後にストップしていた。北海道では大雪山と阿寒が指定されていた。
戦後は、連合軍総司令部(GHQ)の占領政策の一環という事もありいち早く取り上げられ注目されていた。もともと支笏・洞爺を国立公園にしようという動きは大正時代からあり候補地とされていた。
1946年(昭和21年)には国立公園指定のための促進期成会も発足。洞爺地区はその国立公園対象エリアの中心的存在として位置付けられるだけに、虻田町では官民一体となってこの指定運動に取り組んだ。候補地として有力ではあったが「国立公園」の指定となれば様々な関門があり、筋道を充分に通しながら、根気強く時間を掛けなければ目的を達成する事は出来ない。萬世閣の社長として、そして洞爺湖温泉の発展のため、徹夜の談合、関係当局と折衝を重ねるなど多忙を極めた。札幌市役所の事務局と連携を取り、東京の厚生省に国立公園指定の請願の為、今までに培った人脈の応援もあり何とか厚生省に陳情内容を伝える事が出来た。
その陳情から間もなく厚生省から国立公園課長の一行が現地視察するという通達を受けた。増次郎や町民の喜びも束の間、虻田町役場、関係者、増次郎は全力を挙げ、知恵を振り絞り、視察団対策を練った。そしてその当日、増次郎を始めとする関係者は洞爺湖を中心とした景観を案内し、視察団は萬世閣に宿泊し「歓迎の宴」でもてなした。宴もたけなわになった頃、暗い湖面に灯篭流しで視察団を歓迎した。この演出には視察団一行も思わず身を乗り出し、カメラを持って立ち上がると、会場から飛び出し湖岸の庭からシャッターを切った。この灯篭流しは増次郎および関係者の苦心の末の演出であった。
地元関係者そして増次郎の苦労のすえ1949年(昭和24年)5月16日「支笏洞爺国立公園」は誕生した。羊蹄山、樽前山、有珠山、昭和新山の活火山、支笏湖、洞爺湖、倶多楽湖の湖、定山渓温泉、登別温泉、カルルス温泉、洞爺温泉の温泉を含む993.02km2がそれである。この指定は洞爺湖温泉が戦争の打撃から立ち直る上で、大きなきっかけとなり、日本経済の復興と歩調を合わせながら、以後の目覚しい発展を遂げるのである。

### 事業拡大・増改築
「国立公園指定運動」と共に万世閣の社長としての職務にも邁進した。
1949年(昭和24年)から、それまで部分補修で凌いできた旅館の増改築、新築に本格的に取り組んだ。この頃、天皇が国民を励ます為、全国各地を訪問しており、1950年(昭和25年)に来道し、温泉地に泊るという計画が持ち上がっていた。
「その折には、ぜひ万世閣に泊って頂こう。」と貴賓館の新築、各所の増改築を行った。結果的にはその年の朝鮮動乱で訪問は中止になり、天皇は4年後に来道し洞爺湖ではなく支笏湖に泊る事になる。天皇の宿泊について宮内庁と増次郎との間に確約があったわけではない。もしもの場合に備えようという増次郎の心意気を示すものだった。実際、その後、多くの皇族が訪れ、「貴賓館」を利用する事になる。
この頃「国際観光ホテル整備法」が制定された。その法律の基準を満たして政府登録ホテル・旅館施設として登録されると信用形成に繋がると共に、国の低利融資を受けられるといった特典があった。当時の登録基準は、客室には玄関があり、一定の広さが必要で、床の間、電話設備、それにベランダ付き…このような部屋が10部屋以上、かつ客室総数の半分以上といったものだった。この為、大幅な新築、増改築が施され、会議室、電話交換室、娯楽室、展望台、休憩室の増設、客室の改築を行い1953年(昭和28年)に完成。同年11月に政府登録申請を行った。結果、1954年(昭和29年)5月31日、洞爺湖温泉で初の政府登録旅館(旅第58号)として認定された。その後も「近代的で充実した旅館へ」と設備投資を続けた。目的の1つは収容能力の拡大、そして施設や設備を機能的、かつ効率的に配置しなおす事だった。
増次郎の長男、豊も戦地から復員し、後継者として万世閣の改築に参画。改修プランを練るために豊を伊豆、伊東、熱海、さらに和歌山などを廻り旅館やホテルを視察させた。大浴場、大広間、中広間、フロントのカウンタースタイル、応接間、売店、ロビー形式と今までの和風旅館形式からホテルの要素を取り入れた洋風スタイルへ向け、様々な改修工事を施し続けた。1949年(昭和29年)から続いた改修工事は1957年(昭和32年)5月までに全体の敷地は7062m2、延べ面積6722m2となり建物は木造・鉄筋コンクリート3階建て、総客室62室と規模を拡大していった。
同時期に学生の集学旅行用の宿泊施設として「第二万世閣ユーカラ荘」を新築。延べ面積1113.3m2、3階建、総客室29室を経営し、「北湯沢観光ホテル」を1950年(昭和25年)に買収し1952年(昭和27年)11月から増改築を施し総客室17室として11月30日に完成し1956年(昭和34年)6月に売却するまで経営した。
また洞爺湖と周辺の美しい大自然を満喫させる為に、1953年(昭和28年)、「洞爺湖遊覧船株式会社」を設立、大株主として取締役会長に就任した。
洞爺湖遊覧船株式会社は1954年(昭和29年)、総工費1100万円を掛けて28t、110人乗りの遊覧船「クィーン号」を就航させた。これが戦後の遊覧専用豪華船の第一号で当時は「みずうみの女王」と呼ばれ大いにもてはやされた。その後、64t、210人乗りの「ヴィナス号」も就航させ、1957年(昭和35年)には同業他社の遊覧船と合わせ、年間30万人の乗客を数える程、活況を呈した。同社はその後、運営面で形を替え現在に至っているが、洞爺湖遊覧は相変わらず観光客の人気の的であり、この点でも増次郎は洞爺湖観光において大きな遺産を残している。
陸上輸送による観光振興にも早い時期から目を向けていた増次郎は1941年(昭和26年）に大株主として札幌市のハイヤー会社・大和交通の取締役社長に就任し現在の観光タクシーにつながった。

### 胸像と浮見堂
増次郎は公私に渡り様々な功績を残したが、日頃から増次郎を尊敬している人々や古くからの知人、友人が中心となり増次郎を顕彰する話が持ち上がった。色々と協議した結果、胸像を建立する事になった。彫刻家に依頼し、1959年(昭和34年)5月に除幕式が行われた。
しかし好意に甘えているわけにはいかないと考えた増次郎は色々、思案を巡らせた。1948年(昭和23年)8月28日に遊覧船が浅瀬に乗り上げて転覆。14人の乗客が水死するという大惨事があった。「あの時、あの場所に1つの目標があったら浅瀬を避ける事ができただろう。あそこに目標になるものを建てて水難事故を防ごう。」少しでも「地元の発展」に繋がるお返しをと考えた結果「浮見堂」を建立する事を決心した。自らも遊覧船事業に関わっていただけに、それは大いに意義があるものと考えた。洞爺湖の風景にマッチし、観光施設としても注目される。それらの点を兼ね備えたものとして浮見堂「洞爺湖浮見龍神塔」を建立した。

### 晩年
昭和30年代後半増次郎は、長男の浜野豊に経営の一切を任せ、自らは会長職に納まった。洞爺湖同様に愛し続けた定山渓では、次男が定山渓グランドホテルを経営しておりこうした後継者の活躍ぶりを満たされた心境で見守っていた。
増次郎は毎年3月になると定山渓グランドホテルを訪れ、新入社員の入社式に出席。若い人々に励ましの言葉を述べるのが恒例だった。
1965年(昭和40年)3月19日、この日定山渓に赴き、翌日の入社式に出席。新入社員歓迎の挨拶を終えた後、持病の糖尿病と高血圧の発作を起こし、倒れてしまった。これまでもしばしば発作を起こしていたが、恒例行事を済まさなければ気が済まない責任感の為、無理を押しての出席だった。この無理がたたり病状が悪化、3月29日に洞爺湖温泉の協会病院に入院した。その後やや持ち直し、6月30日に退院した。
7月初旬の「洞爺湖湖水まつり」には小康状態を保ち、毎日ホテルに来て花火をみたり庭で孫達に囲まれ好々爺ぶりを発揮。その後10月頃までは病状が落ち着き、趣味の油絵の絵筆を執ったり、同好者と小唄を口ずさむなど悠々自適な生活を送った。
しかし医者から「この病気は全快する事が難しい」と言われており、寒さが厳しくなる11月に入り、病状は再び悪化した。家族は札幌での入院を勧めたが、工事中の協会病院への入院を心に決めていたらしく、1966年(昭和41年)1月26日に完成を待ち兼ねたように再入院した。しかしこの間に病状は深刻に悪化していた。
看護は家族や従業員の手厚い看護であった。治療にもあらゆる手を尽くしたが1966年(昭和41年)3月19日、1年に渡る闘病生活もむなしく、息を引き取った。74歳であった。
昭和16年、湖畔の一湯治場に過ぎなかった万世閣を20余年にして壮大な事業に築きあげた増次郎の葬儀は、万世閣本館にて盛大に執り行われた。

## 公職・功績
増次郎は、万世閣の発展に生涯を捧げたばかりではなく数々の公職に就き、地域発展の為に尽くした。
公職としては…
- 1945年(昭和20年)～1957年(昭和32年)洞爺湖温泉旅館組合長
- 1947年(昭和22年)～1955年(昭和30年)洞爺湖温泉観光協会長
- 1949年(昭和24年)噴火湾水難救済会洞爺湖分会長
- 1951年(昭和26年)以降8期に渡り虻田町議会議員として公務。この間副議長、議長の要職に就いた。
- 1952年(昭和27年)～1962年(昭和37年）室蘭保険協会　副会長
- 1961年(昭和36年)4月、虻田町選挙管理委員
- 1964年(昭和39年)紺綬褒章を授与
- 1966年(昭和41年)従六位勲五等瑞宝章を授与

## 事業家としての役職
- 1944年(昭和19年)～1962年(昭和37年)株式会社萬世閣　代表取締役社長
- 1951年(昭和26年)～1966年(昭和41年)大和交通株式会社　代表取締役社長
- 1953年(昭和28年)～1966年(昭和41年)洞爺湖遊覧船株式会社　代表取締役会長
- 1957年(昭和32年)～1966年(昭和41年)定山渓グランドホテル　会長　(元、福住、富久井旅館)
- 1962年(昭和37年)～1966年(昭和41年)株式会社萬世閣　代表取締役会長